# (18771) Sisiliang
(18771) Sisiliang (1999 JA26) – planetoida z pasa głównego asteroid okrążająca Słońce w ciągu 3,72 lat w średniej odległości 2,4 j.a. Odkryta 10 maja 1999 roku.